# Estienne de La Roche
Estienne de La Roche   (Lió, c. 1470 - Regne de França, c. 1530), de sobrenom Villefranche, va ser un matemàtic francès.

## Vida i obra
Res es coneix de la seva vida. Ell i la seva família vivien a la rue Neuve de Lió. Al registre d'impostos de la ciutat del 1493 consta registrat com mestre d'argorismes. Per la seva proximitat a l'habitatge de Nicolas Chuquet, es pot suposar que van ser coneguts i, probablement, La Roche va se deixeble de Chuquet. Mentre la seva data de naixement exacta és desconeguda i es suposa que la seva data de defunció estar compresa entre la primera edició del seu llibre (1520) i la segona (1538).
La Roche és recordat pel seu llibre Larismethique nouvellement composée, en la qual feia servir gran part de l'obra de Chuquet que no havia estat mai publicada. La Roche, cita en dos passatges Chuquet, però en realitat s'apropia d'una bona part de les seves idees i notacions sense entendre-les del tot. Alguns autors han arribat a considerar la obra com un greu cas de plagi. Malgrat tot, sembla que el llibre va tenir alguna influència sobre Christoph Rudolff i, a través d'ell, a l'escola d'algebraistes alemanys.